# 伊予灘

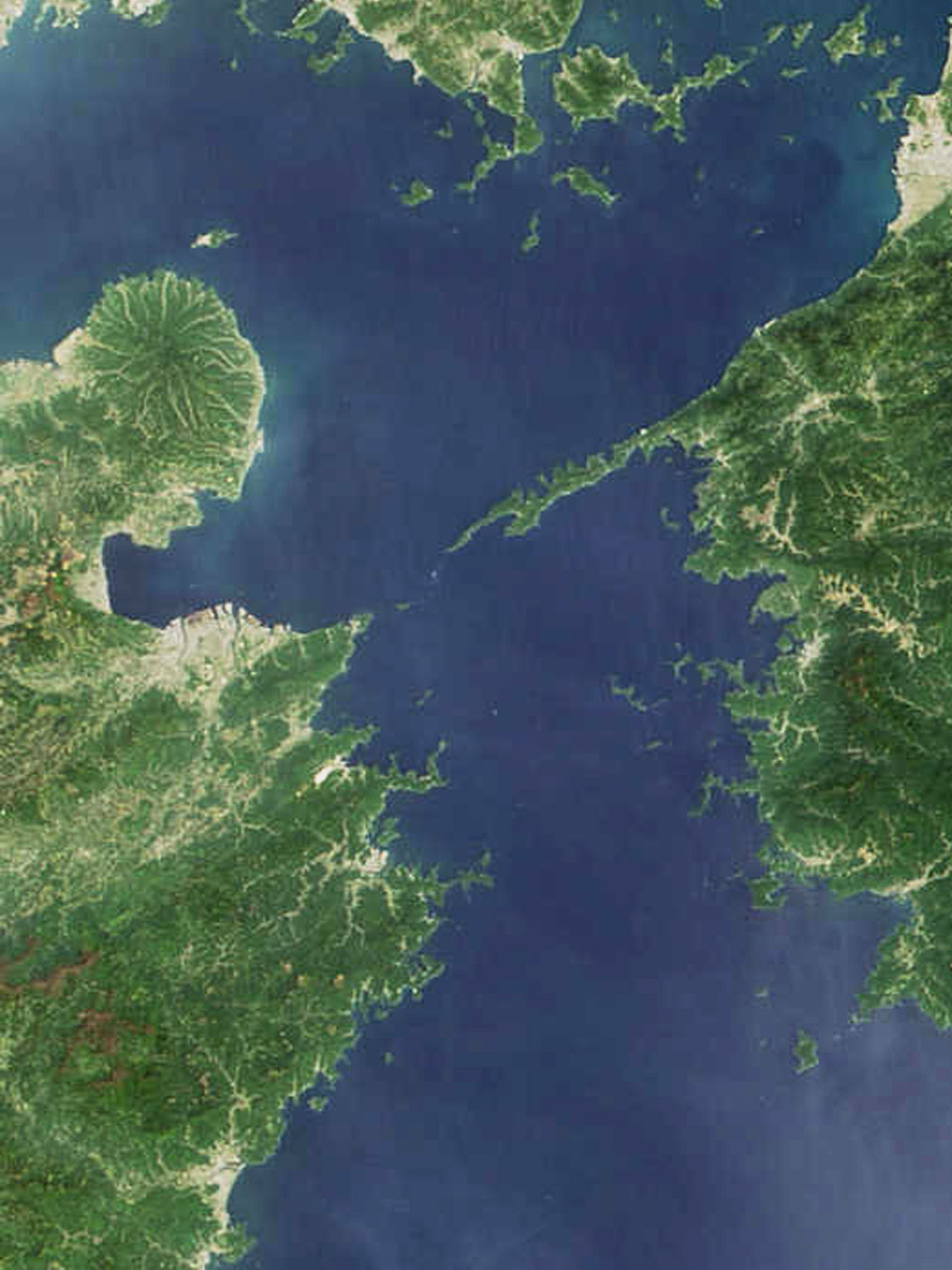
伊予灘，兩半島之間豐予海峽以北的海域

伊予灘（日语：〔〕／ Iyo Nada）是日本瀨戶內海西部的海域，相當於愛媛縣松山市、山口縣屋代島（周防大島）、大分縣國東半島之間的海面。海域面積4,009平方公里，平均水深55.7公尺，容積2,232億立方公尺。

## 概要
依據《領海及接續水域法》，伊予灘包含別府灣，北以大分縣姬島與山口縣祝島連線為界，接周防灘。南以豐予海峽為界，接豐後水道。
海底平坦，太平洋外洋水容易流入，因此是沙丁魚、鯖魚、竹莢魚等的優良漁場，尤其在速吸瀨戶等高潮速的地點更是捕撈熱點。
流入海域的一級河川有東側的重信川與肱川，西側的大分川與大野川，總流域面積約460,000公頃。
氣候屬瀨戶內海式氣候，多晴日少雨。冬季受到關門海峽的西北季風影響，雲層較多。
另外，佐田岬與佐賀關半島連線北側的海底是中央構造線，因此多活斷層與地震。